# Inger-Kristin Berg
Inger-Kristin Berg (* 19. Dezember 1968 in Calgary, Alberta) ist eine frühere kanadische Biathletin. Sie startete bei zwei Olympischen Winterspielen.
Kristin Berg studierte Forstwirtschaft an der University of Alberta und lebt in Calgary. Die Kanadierin mit norwegischen Wurzeln begann 1990 mit dem Biathlon und trat für Foothills Nordic Ski Club Calgary an. Berg debütierte 1993 in Oberhof im Biathlon-Weltcup und wurde 60. eines Einzels. In der Folgezeit platzierte sie sich meist auf mittleren bis hinteren Rängen. Höhepunkt der ersten Saison wurde die Teilnahme an den Olympischen Spielen 1994 von Lillehammer. Berg lief dort auf Platz 51 im Einzel und wurde mit Jane Isakson, Myriam Bédard und Lise Meloche 15. im Staffelwettbewerb. Bei den Biathlon-Weltmeisterschaften 1994 in Canmore, wo die nichtolympischen Mannschaftswettbewerbe durchgeführt wurden, kam sie mit dem kanadischen Team in der Heimat auf Rang sechs. In der folgenden Saison verpasste Berg bei ihrem bis dato besten Karriererennen als 26. im kanadischen Hinton nur um einen Platz erste Weltcuppunkte. Diese gewann sie schließlich nach einer Saison Pause bei den Biathlon-Weltmeisterschaften 1996 in Ruhpolding. Beim Einzelrennen lief sie auf den 14. Platz und erreichte zugleich ihr bestes Karriereresultat. In der Gesamtwertung der Saison kam Berg auf Rang 59. Ein letzter Höhepunkt in der Laufbahn der Kanadierin wurde die erneute Teilnahme an Olympischen Spielen. 1998 wurde sie in Nozawa Onsen bei den Spielen in Nagano nur in der Staffel eingesetzt. Mit Bédard, Nikki Keddie und Michelle Collard kam sie auf den 17. und damit letzten Platz. 1999 startete Berg noch mehrfach im Weltcup und wurde dabei unter anderem mit der Staffel Siebte in Lake Placid. Es war zugleich Bergs einziges einstelliges Weltcup-Ergebnis. Nach der Saison beendete sie ihre Karriere.

## Biathlon-Weltcup-Platzierungen
Die Tabelle zeigt alle Platzierungen (je nach Austragungsjahr einschließlich Olympische Spiele und Weltmeisterschaften).
- 1.–3. Platz: Anzahl der Podiumsplatzierungen
- Top 10: Anzahl der Platzierungen unter den ersten zehn (einschließlich Podium)
- Punkteränge: Anzahl der Platzierungen innerhalb der Punkteränge (einschließlich Podium und Top 10)
- Starts: Anzahl gelaufener Rennen in der jeweiligen Disziplin

| Platzierung | Einzel | Sprint | Verfolgung | Massenstart | Team | Staffel | Gesamt |
| ----------- | ------ | ------ | ---------- | ----------- | ---- | ------- | ------ |
| 1. Platz    |        |        |            |             |      |         |        |
| 2. Platz    |        |        |            |             |      |         |        |
| 3. Platz    |        |        |            |             |      |         |        |
| Top 10      |        |        |            |             | 1    | 1       | 2      |
| Punkteränge | 1      |        |            |             | 1    | 6       | 8      |
| Starts      | 17     | 23     | 1          |             | 1    | 6       | 48     |

(Daten möglicherweise nicht komplett)